# Du Beau Glacier
Du Beau Glacier är en glaciär i Antarktis. Den ligger i Östantarktis. Australien gör anspråk på området.
Terrängen runt Du Beau Glacier är kuperad åt sydväst, men österut är den platt. Havet är nära Du Beau Glacier åt nordost. Trakten är obefolkad. Det finns inga samhällen i närheten.